# Marie-Antoinette de Rouvroy
Marie-Antoinette de Rouvroy, comtesse d'Oisy, även känd som Mademoiselle de Rouvroy, född 1660, död efter 1721, var en fransk aristokrat. Hon var mätress till kung Ludvig XIV av Frankrike under år 1681. 
Hon var dotter till Pierre de Rouvroy, seigneur de Puys (1617-1674) och Ursule de Gontery (1623-1685).
Hon var hovfröken till kungens svägerska Elisabeth Charlotte av Pfalz mellan 1690 och 1694. Hon avslutade sin anställning när hon gifte sig med Jean -Eustache de Tournay d'Assignies, greve av Oisy (d. 1716). Hon nämns 1721, då regenten fortsatt utbetalade hennes hovpension. 
Hon beskrivs i Saint-Simons memoarer. 